# 伊藤剛 (野球)
伊藤 剛（いとう たけし、1976年12月17日 - ）は、神奈川県相模原市出身の元プロ野球選手（投手）・コーチ。右投右打。現在は北海道日本ハムファイターズのファーム投手コーチを務める。

## 経歴

### プロ入り前
中学時代は相模原市立上溝中学校に通いボーイズリーグの相模原ホワイトイーグルスに所属した。
山梨県の日大明誠高校では3年春に県大会3位で関東大会へ出場し、初戦で東海大菅生高の中野渡進と投げ合うも敗戦。夏の県大会はベスト4。社会人野球のNTT関東に進み、1998年の日本選手権準決勝で先発勝利して優勝に貢献した。
1998年のドラフト会議にて日本ハムファイターズから6位指名を受け、入団。ドラフト下位入団だが球威の良さは早くから注目されていた。なおNTT関東の同僚の阿久根鋼吉・立石尚行も日本ハムから指名され、共に入団することとなった。

### プロ入り後
1999年（1年目）は速球を武器に中継ぎ中心の17試合に登板。3勝1敗1セーブ、防御率2.38とまずまずの成績を残した。
2000年から2003年までは一軍での登板はあるが結果を残せなかった。2002年に自身の背番号を二軍で師匠と慕っていた新谷博が前年まで着けていた背番号60に変更した。
2004年は開幕当初は抑えの予定だった伊達昌司がシーズン前に故障離脱、開幕直後に抑えとして登板した建山義紀もコンディション不良により二軍落ちしてしまい中継ぎで好投したこともありストッパーに起用される。打たれながらも抑える投球で存在感を示したが、その後右ひじの故障によりシーズン序盤でリタイア。一度つかみかけたチャンスを失ってしまい、2005年は登板が無かった。
2006年9月9日にはダルビッシュ有の後を受けて1イニングをパーフェクトに抑え復帰。試合数は少ないものの僅差の試合を任された。2007年は11試合に登板するも、防御率6.60と結果を残せなかった。
2009年10月9日、現役引退を表明。翌10月10日には「引退試合」としてシーズン初登板し、小坂誠から三振を奪って現役生活にピリオドを打った。試合後には引退セレモニーが行われた。

### 引退後
2010年からは、球団職員として球団に残る。2013年より、二軍総合コーチに就任する事が発表された。2015年から投手コーチ兼任。2019年からチーム統轄本部GM付特命スカウトに就任。2022年から現場復帰し、新設された育成コーディネーターと、二軍投手コーチを兼任した。2024年からは、育成コーディネーター職は廃止され、二軍投手コーチに専任する。同年限りでコーチを退任し、2025年からは、スカウト部スカウトに就任。

## 選手としての特徴
スリークォーターから投げ込む140km/h台後半のストレートが武器である。変化球は、スライダーを軸に時折フォークも投げる。

## 詳細情報

### 年度別投手成績
| 年 度      | 球 団      | 登 板 | 先 発 | 完 投 | 完 封 | 無 四 球 | 勝 利 | 敗 戦 | セ 丨 ブ | ホ 丨 ル ド | 勝 率 | 打 者 | 投 球 回 | 被 安 打 | 被 本 塁 打 | 与 四 球 | 敬 遠 | 与 死 球 | 奪 三 振 | 暴 投 | ボ 丨 ク | 失 点 | 自 責 点 | 防 御 率 | W H I P |
| ---------- | ---------- | ----- | ----- | ----- | ----- | -------- | ----- | ----- | -------- | ----------- | ----- | ----- | -------- | -------- | ----------- | -------- | ----- | -------- | -------- | ----- | -------- | ----- | -------- | -------- | ------- |
| 1999       | 日本ハム   | 17    | 2     | 0     | 0     | 0        | 3     | 1     | 1        | --          | .750  | 192   | 45.1     | 47       | 4           | 17       | 0     | 0        | 13       | 1     | 0        | 16    | 12       | 2.38     | 1.41    |
| 2000       | 日本ハム   | 13    | 3     | 1     | 0     | 0        | 1     | 4     | 1        | --          | .200  | 146   | 32.1     | 36       | 5           | 16       | 1     | 0        | 19       | 2     | 0        | 24    | 24       | 6.68     | 1.61    |
| 2001       | 日本ハム   | 6     | 0     | 0     | 0     | 0        | 0     | 0     | 0        | --          | ----  | 56    | 11.2     | 16       | 2           | 9        | 0     | 0        | 6        | 2     | 0        | 4     | 4        | 3.09     | 2.14    |
| 2002       | 日本ハム   | 3     | 0     | 0     | 0     | 0        | 0     | 0     | 0        | --          | ----  | 36    | 7.2      | 10       | 2           | 4        | 0     | 0        | 3        | 1     | 0        | 3     | 3        | 3.52     | 1.83    |
| 2003       | 日本ハム   | 4     | 0     | 0     | 0     | 0        | 0     | 1     | 0        | --          | .000  | 28    | 4.1      | 14       | 4           | 1        | 0     | 0        | 4        | 0     | 0        | 10    | 10       | 20.77    | 3.46    |
| 2004       | 日本ハム   | 9     | 0     | 0     | 0     | 0        | 0     | 0     | 5        | --          | ----  | 49    | 11.1     | 11       | 0           | 3        | 1     | 1        | 9        | 0     | 0        | 4     | 4        | 3.18     | 1.24    |
| 2006       | 日本ハム   | 5     | 0     | 0     | 0     | 0        | 0     | 1     | 0        | 2           | .000  | 21    | 6.0      | 2        | 0           | 2        | 0     | 0        | 4        | 0     | 0        | 3     | 2        | 3.00     | 0.67    |
| 2007       | 日本ハム   | 11    | 0     | 0     | 0     | 0        | 0     | 0     | 0        | 0           | ----  | 68    | 15.0     | 20       | 3           | 3        | 0     | 2        | 8        | 2     | 0        | 11    | 11       | 6.60     | 1.53    |
| 2008       | 日本ハム   | 4     | 0     | 0     | 0     | 0        | 0     | 0     | 0        | 0           | ----  | 16    | 3.1      | 7        | 0           | 0        | 0     | 1        | 2        | 0     | 0        | 3     | 2        | 5.40     | 2.10    |
| 2009       | 日本ハム   | 1     | 0     | 0     | 0     | 0        | 0     | 0     | 0        | 0           | ----  | 1     | 0.1      | 0        | 0           | 0        | 0     | 0        | 1        | 0     | 0        | 0     | 0        | 0.00     | 0.00    |
| 通算：10年 | 通算：10年 | 73    | 5     | 1     | 0     | 0        | 4     | 7     | 7        | 2           | .364  | 613   | 137.1    | 163      | 20          | 55       | 2     | 4        | 69       | 8     | 0        | 78    | 72       | 4.72     | 1.59    |

### 記録
初記録
- 初登板：1999年8月3日、対オリックス・ブルーウェーブ17回戦（東京ドーム） 9回表当初に5番手で救援登板・完了、1回1失点
- 初勝利：1999年8月18日、対千葉ロッテマリーンズ19回戦（東京ドーム）、3回表無死に2番手で救援登板、4回1失点
- 初奪三振：同上、6回表に酒井忠晴から
- 初セーブ：1999年9月1日、対西武ライオンズ23回戦（西武ドーム）、7回裏に2番手で救援登板・完了、3回無失点
- 初先発登板・初先発勝利：1999年9月15日、対福岡ダイエーホークス25回戦（東京ドーム）、6回1/3を3失点（自責点2）
- 初完投勝利：2000年6月8日、対千葉ロッテマリーンズ11回戦（千葉マリンスタジアム）、9回2失点
- 初ホールド：2006年9月12日、対西武ライオンズ19回戦（札幌ドーム）、6回表に3番手で救援登板、2回無失点

### 背番号
- 46（1999年）
- 23（2000年 - 2001年）
- 60（2002年 - 2009年）
- 89（2013年 - 2018年）
- 84（2022年 - 2025年）